# Kutum
Kutum là một thị trấn ở bang Bắc Darfur của Sudan. Nó nằm cách Al-Fashir khoảng 120 km (75 mi) về phía tây bắc. Thị trấn nằm dọc theo một thung lũng (wadi), do đó còn được gọi là Wadi Kutum. Tính đến năm 2006, nó có dân số là 45.000 người, chủ yếu là các dân tộc Fur, Tunjur và Berti. Kutum nằm trên một tuyến đường di cư được sử dụng bởi những người chăn gia súc ở Darfur.

## Cơ sở hạ tầng
Kutum có một khu chợ hoạt động vào thứ Hai và thứ Năm. Các cơ sở khác trong thị trấn bao gồm một bệnh viện với các dịch vụ y tế và phẫu thuật cơ bản, cùng với một vườn thực vật nhỏ dọc theo thung lũng. Trong khu vực này, hai phòng khám chăm sóc sức khỏe cũng hoạt động.
Các dịch vụ thương mại bao gồm tiệm bánh, cửa hàng tạp hóa, trạm điện thoại công cộng, cũng như các dịch vụ cơ khí. Tính đến tháng 11 năm 2006 không có dịch vụ ngân hàng chính thức nào trong thị trấn.
Kutum cũng có một máy phát điện công cộng. Đối với hầu hết người dân, nước được lấy từ các giếng trong khu vực xung quanh.

## Lịch sử
Từ tháng 9 đến tháng 11 năm 1989, trong cuộc xung đột Tchad-Libya, Kutum đã bị quân đội Tchad chiếm đóng trong một thời gian ngắn.
Trong cuộc xung đột Darfur đầu thế kỷ 21, thị trấn đã bị tấn công nhiều lần. Mặc dù chủ yếu do chính phủ kiểm soát, quân nổi dậy đã chiếm giữ Kutum trong một thời gian ngắn vào tháng 8 năm 2003. Khu vực phía đông bắc thị trấn phần lớn do Phong trào Giải phóng Sudan kiểm soát, trong khi các lực lượng dân quân như janjaweed kiểm soát phía nam và phía tây. Hai trại dành cho những người tị nạn, Fatta Borno và Kassab, được thành lập gần thị trấn.